# Francis Crozier
Francis Rawdon Moira Crozier (n. 16 august 1796, Banbridge⁠(d), Irlanda de Nord, Regatul Unit – d. 1848, Insula King William, Nunavut, Canada) a fost un ofițer irlandez al Marinei Regale Britanice și un explorator polar care a participat la șase expediții în Arctica și Antarctica. În mai 1845, a fost secundul lui Sir John Franklin și căpitan al HMS Terror în timpul Expediției Franklin pentru a descoperi Pasajul de nord-vest, expediție care s-a încheiat cu pierderea tuturor celor 129 de membri ai echipajului în circumstanțe misterioase.

## Viața timpurie
Francis Crozier s-a născut în Banbridge, comitatul Down, în Ulster, provincia nordică din Irlanda. A fost al unsprezecelea din cei treisprezece copii și al cincilea fiu al avocatului George Crozier, care i-a dat numele după prietenul său Francis Rawdon-Hastings, al doilea conte de Moira. Crozier a urmat școala locală în Banbridge, împreună cu frații săi William și Thomas, și a locuit cu familia în casa Avonmore, pe care tatăl său o construise în 1792, în centrul Banbridge.

## Serviciul naval
La vârsta de 13 ani, Crozier s-a oferit voluntar pentru Marina Regală și s-a alăturat HMS Hamadryad în iunie 1810. În 1812, a servit pe HMS Briton și a vizitat insula Pitcairn în 1814, unde i-a întâlnit pe ultimii răzvrătiți supraviețuitori de pe HMS Bounty. În 1817, a primit certificatul de cârmaci; în 1818, a servit pe HMS Doterel în timpul unei călătorii spre Capul Bunei Speranțe.
Crozier s-a alăturat celei de-a doua expediții arctice a căpitanului William Parry pentru a traversa pasajul nord-vestic în 1821. A servit în calitate de miciman pe HMS Fury a lui Parry, care a fost însoțit de HMS Hecla al căpitanului Lyon. S-a întors în nord cu Parry a doua oară în 1824, de data aceasta pe Hecla. Călătoria a dus la scufundarea navei Fury în largul insulei Somerset. Crozier a fost avansat la gradul de locotenent în 1826 și, un an mai târziu, s-a alăturat din nou lui Parry în încercarea sa de a ajunge la Polul Nord; în cele din urmă acesta s-a dovedit a fi un efort inutil.
În timpul călătoriilor sale, Crozier a devenit un prieten apropiat și confident al exploratorului James Clark Ross. A fost ales să devină membru al Royal Astronomical Society în 1827, după ce a efectuat studii astronomice și magnetice valoroase pe cele trei expediții ale sale realizate alături de Parry.
El a fost numit pe fregata HMS Stag în 1831 și a slujit în largul coastei Portugaliei în timpul Războaielor Liberale, războiul civil din această țără. Crozier s-a alăturat lui Clark Ross în calitate de comandant al HMS Cove în 1835, pentru a ajuta la căutarea a 12 nave de vânătoare de balene britanice pierdute în Arctica. Crozier a fost numit la gradul de comandant în 1837.

### Expediția lui James Clark Ross
În 1839, Crozier s-a alăturat din nou lui James Clark Ross în expediția sa, drept secund într-o călătorie de patru ani pentru a explora continentul antarctic cu navele HMS Erebus și HMS Terror. Crozier a comandat Terror și a fost numit la gradul de căpitan în 1841. Erebus și Terorr s-au întors în 1843, după ce au pătruns cel mai adânc în gheața din Antarctica și au descoperit părți mari ale continentului - inclusiv Marea Ross și Insula Ross, Muntele Erebus și Bariera Ross.
Crozier a fost ales membru al Societății Regale în 1843, ca recunoaștere a muncii sale remarcabile privind magnetismul.

### Expediția lui John Franklin
În 1845, Crozier s-a alăturat căpitanului Sir John Franklin în funcția de căpitan al HMS Terror în expediția Franklin pentru a traversa ultima secțiune nestrăbătută a pasajului nord-vestic. Crozier a fost luat în considerare pentru a conduce această expediție, dar ascendența sa irlandeză și originea sa umilă erau considerate împotriva lui. Privilegiul de a selecta ofițeri subordonați, aproape întotdeauna acordat comandantului secund, a fost acordat lui James Fitzjames. După moartea lui Franklin, în iunie 1847, a preluat comanda expediției, iar soarta sa și a celorlalți membri ai expediției au rămas un mister până în 1859, când a fost descoperită o notă scrisă de Crozier și James Fitzjames, căpitan al HMS Erebus pe Insula King William în timpul unei expediții conduse de Francis McClintock. Datată la 25 aprilie 1848, nota indica faptul că navele - blocate în gheață groasă - au fost abandonate. Nouă ofițeri, inclusiv Sir John Franklin, și 15 membri ai echipajului au murit. De asemenea, a fost menționată intenția lor, pe 26 aprilie, de a pleca pe jos către Back River, pe pământ canadian. [6]
Rapoartele inuite neverificate colectate între 1852 și 1858 indică faptul că Crozier și un alt membru al expediției ar fi putut fi văzuți în zona lacului Baker, la aproximativ 400 de kilometri spre sud, unde, în 1948, Farley Mowat a găsit „un morman de pietre foarte vechi, care nu ar fi o construcție normală eschimosă”, în interiorul căreia se aflau fragmente dintr-o cutie din lemn de esență tare cu îmbinări în coadă de rândunică. [7] McClintock și căutătorii ulteriori au găsit relicve, morminte și rămășițele umane ale echipajului Franklin pe insula Beechey, pe insula King William și pe coasta de nord a continentului canadian.

## Moștenirea
În ianuarie 2008, orașul natal al lui Crozier, Banbridge, a găzduit un eveniment memorial, care a inclus o slujbă de aducere aminte la Biserica Sfintei Treimi, la care au participat peste o sută de descendenți ai lui Crozier și alți ofițeri ai expediției pierdute a lui Franklin și care l-au căutat, împreună cu președintele Consiliului Banbridge, și mai mulți istorici arctici, inclusiv Michael Smith și Russell Potter.
Un monument pentru Sir John Franklin și oamenii săi a fost ridicat din ordinul Parlamentului în 1858, în Painted Hall din Spitalul Greenwich din Londra. A fost mutată în Capela Colegiului Naval Regal din Greenwich în 1937 și a fost re-ridicată la intrarea fostului colegiu la sfârșitul anului 2009. La slujba de Ziua Recunoștinței din 29 octombrie 2009, descendenții echipajului expediției au sărbătorit contribuția acestora.

### Cultura populară
Francis Crozier apare ca personaj și principalul narator în romanul best-seller din 2007, The Terror de Dan Simmons, o relatare fictivă a expediției pierdute a lui Franklin, precum și adaptarea televizată din 2018, unde Crozier este interpretat de Jared Harris.
Atât romanul, cât și adaptarea la televiziune îl înfățișează pe Crozier ca singurul supraviețuitor al expediției și care se alătură unei trib inuit în loc să caute să se întoarcă în patria sa.